# Ia Tô
Ia Tô là một xã cũ thuộc huyện Ia Grai, tỉnh Gia Lai, Việt Nam.
Xã có diện tích 58,43 km² (7.923,75 ha), dân số năm 2018 là 2.864 hộ với 12.239 người.
Theo Nghị quyết số 1664/NQ-UBTVQH15 năm 2025, hợp nhất toàn bộ diện tích tự nhiên và dân số của 2 xã Ia Tô và Ia Khai vào xã Ia Krăi.

## Vị trí địa lý
Trong tổng diện tích của xã có  7611,58ha đất nông nghiệp; 3,08ha đất nuôi trồng thủy hải sản và đất phi nông nghiệp có 311,87 ha.
- Phía Đông giáp xã Ia Pếch
- Phía Tây giáp xã Ia Krăi
- Phía Nam giáp xã Ia Dơk, huyện Đức Cơ
- Phía Bắc giáp xã Ia Grăng và thị trấn Ia Kha.

## Dân cư
Vào năm 2018, Xã Ia Tô có dân số 12.239 người với 8 thôn, 07 làng, đồng bào dân tộc thiểu số chiếm 36%.
Xã có 03 tôn giáo chính: Công giáo, Tin lành Miền Nam Việt Nam tại 5 làng và Phật giáo.

## Lịch sử
Địa phận Ia Tô sau năm 1976 thuộc xã Ia Grai của huyện Chư Păh cũ. Năm 1996, sau khi chia tách xã Ia Tô được thành lập và thuộc huyện Ia Grai.
Năm 2005 trên cơ sở xã Ia Tô tách 03 làng (làng Châm, làng Hluh, làng khớp) để thành lập xã Ia Grăng.

## Giao thông
Xã Ia Tô có tỉnh lộ 664 chạy qua nối với thành phố Pleiku.

## Kinh tế
Có hai công ty quốc doanh trên địa bàn là Công ty cà phê Ia Châm và Công ty cà phê Ia Blan.